# Німецькі імена
Німецькі імена — особові імена і прізвища, які поширені в німецькомовному світі.
Особисті імена старіші за  прізвища, які з’явилися тільки в 12-му столітті.
Словом "ім'я" (der Name) зазвичай позначають прізвище, яке в списках ставиться на перше місце в алфавітному порядку, наприклад, "Бах, Йоганн Себастьян".

Але відповідно до угоди про імена в більшості країн Західної і Центральної Європи в офіційних документах особисте ім’я передує прізвищу (графа «Vorname und Name»).
Відповідно до релігійних традицій зазвичай дають дітям кілька імен (щоб забезпечити дитині якомога більше святих покровителів). Ще з VII–IV ст. до н. е. в особисті імена вкладали особливий «магічний» зміст, що повинен був сприяти щасливій долі. Велике поширення мали двоосновні імена  (як і у слов'ян: Святослав, Володимир), другий компонент входив складовою частиною  до багатьох імен. Це такі, наприклад, складові:
- bert - Adalbert , Dagobert, Egbert
- fried - Baldfried, Bernfried, Eberfried
- hard - Adelhard, Bernhard, Burkhard